# 토미타 케이치
토미타 케이이치(冨田 恵一, 1962년 6월 1일 - )는 일본의 음악가, 음악 프로듀서, 작곡가이자 편곡가이다. 셀프 프로젝트명은 토미타 레버러토리/토미타 랩(Tomita Lab)이며, 홋카이도 아사히카와시에서 태어났다.

## 음반 목록

### 앨범
- COMPLETE SAMPLES （1988년3월 21일）
- Shipbuilding （2003년2월 5일）
- Shiplaunching （2006년2월 22일）

### 싱글
- 眠りの森 feat. 하나레구미 （2003년3월 29일）
- Like A Queen feat. SOULHEAD （2005년2월 23일）
- アタタカイ雨 feat. 田中拡邦(MAMALAID RAG) （2005년6월 22일）
- ずっと読みかけの夏 feat. 케미스트리 （2005년9월 21일）
- Etoile（エトワール）feat. 키린지 / Corps de ballet（コール・ド）（2009년4월 1일）
- パラレル feat. 하타 모토히로（2009년9월 16일）

### 공동작업 싱글
- 雨雲 / 森大輔 enjoy with 冨田ラボ （2007년11월 7일）
- Get up! Do the right! feat. 佐藤竹善 & bird / FUTABA enjoy with 冨田ラボ （2007년12월 5일）

### 영상작품
- Tomita Lab CONCERT - 2006년11월 15일에 DVD、2007년1월 24일에 블루레이로 각각 릴리즈 되었다.

### 사운드 트랙
- こどものおもちゃ （1996년8월 21일）
- トリビュート・トゥ・昴 -スバル- バレエ・ダンス編 （2009년3월 18일）
- トリビュート・トゥ・昴 -スバル- ストリート・ダンス編 （2009년3월 18일）